# 藤原詮子

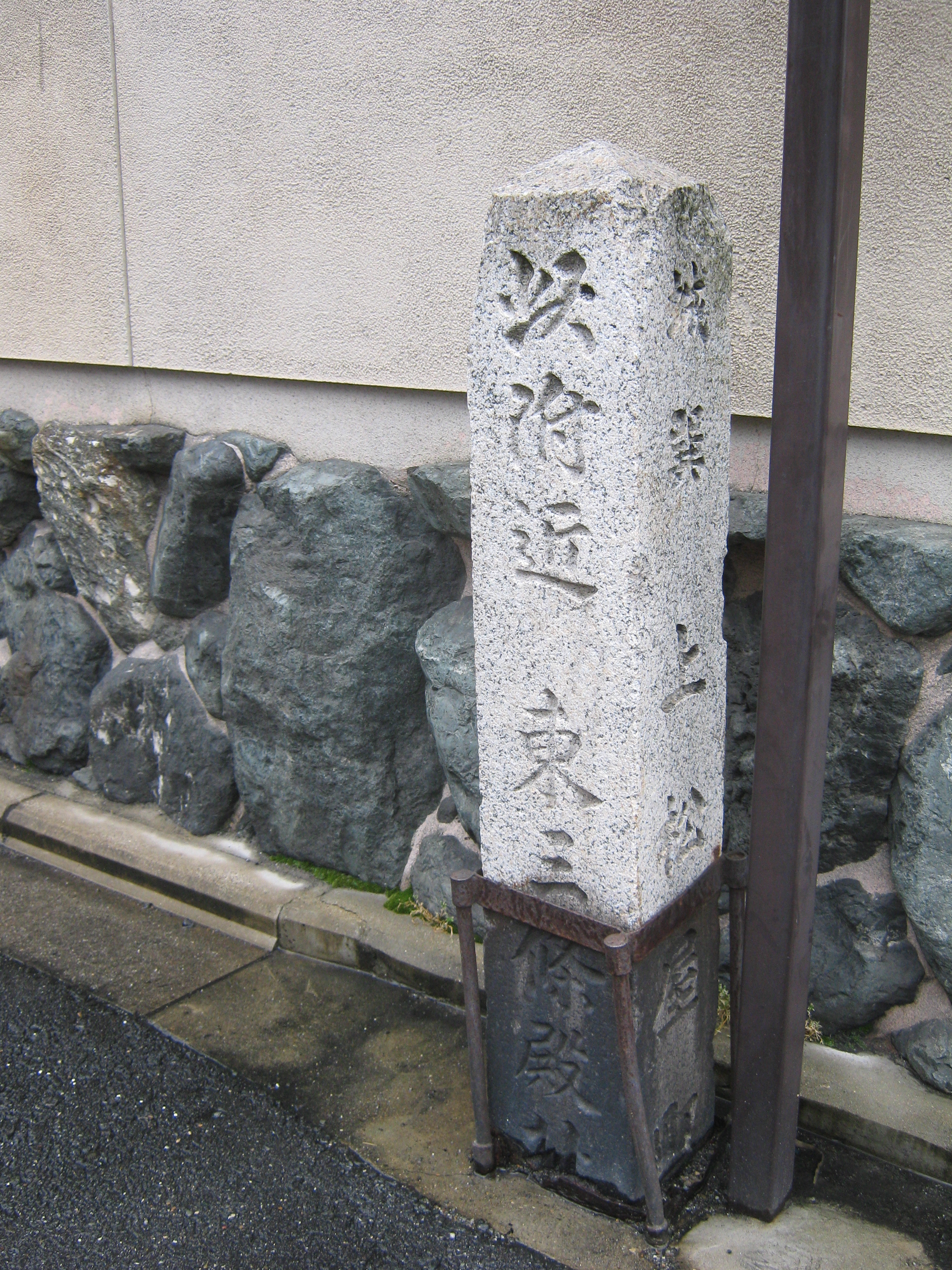
東三条殿跡・藤原詮子居住地、京都市中京区押小路通釜座西北角

藤原 詮子（ふじわら の せんし/あきこ、応和2年（962年） - 長保3年閏12月22日（1002年2月7日））は、平安時代中期、第64代天皇・円融天皇の女御。一条天皇の母。院号は東三条院（ひがしさんじょういん）。
摂政関白・太政大臣藤原兼家の次女で、母は摂津守藤原中正の娘時姫。先後して摂関に在職した道隆・道兼・道長、また冷泉天皇女御超子は同母の兄弟。

## 生涯
天元元年（978年）8月に入内し、同年11月4日に女御の宣旨を被る。同3年（980年）従四位下に叙せられる。円融天皇は即位当初は中継ぎの天皇と世間からみなされていた(即位と同時に兄冷泉の譲位詔によって冷泉皇子師貞親王が生後十ヶ月で皇太子に立てられたため、村上天皇、冷泉天皇、師貞親王が皇統を継ぐ嫡流と当時の人は認識していた)。そのため、元服して一年近くたってもキサキがいなかった。冷泉朝において不遇に過ごした藤原兼通が娘を入内させ皇后となったが子の無いまま亡くなった。次に関白になった藤原実頼の女遵子が入内したが子をなさなかった。
その中で詮子は寵愛を受け、この年の6月1日に兼家の東三条邸において第一皇子懐仁親王（のちの一条天皇）を生む。ところが円融天皇は九条流の藤原兼家を快く思っていなかった。兼家の長女超子が冷泉上皇の居貞親王を産んでおり、兼家は冷泉皇統の庇護者であったからである。詮子は寵愛され唯一の皇子を産んだが、夫円融天皇は冷泉皇統庇護者である父藤原兼家を牽制するため、所生子のいない関白藤原頼忠の女遵子を皇后とした。この件で父兼家と共に里邸の東三条邸にこもり、たびたびの召還にも応じなかった。また遵子立后の際、遵子の兄弟藤原公任は東三条邸の前で自慢げに「この女御は、いつか后にはたちたまふらむ（こちらの女御はいつ立后なさるのか）」と言ったため、兼家・詮子親子の恨みを買ったという。円融天皇とうまくいかない詮子が詠んだ歌に「なきに劣りて生ける身の憂き」（死んだ人よりひどい状態で生きる身はつらい）というものがある。
しかし、所生の一条天皇が即位すると形勢は一変し、寛和2年（986年）7月5日に皇太后に冊立される。正暦2年（991年）2月、円融法皇が崩御したが、詮子は同年9月16日に出家して、皇太后宮職を停めて、太上天皇に准ずる院号宣下を受け、居宅の東三条邸に因んで東三条院を称した。これが女院号の初例である。この頃少し体調を崩していたため源雅信・穆子の一条第・土御門第、院別当の藤原行成の邸宅である桃園邸、父兼家の家司で付き合いの長い平惟仲の三条高倉邸などゆかりのある貴族の邸宅を御座所とした。後に土御門第は道長に提供した。
安和の変で失脚させられた源高明の娘源明子は盛明親王に引き取られたが、親王の没後は詮子が迎え入れ愛情持って大切に育てられた。明子には詮子の兄道隆や道兼も言い寄ろうとしたが、詮子は明子を幸せにして差し上げたいと思い弟道長が婿となった。これには、祖父藤原師輔の夢であった源氏と藤原氏の共同政治の実現や、源高明への藤原氏の罪滅ぼしの意味もあったと考えられる(人物叢書『藤原道長』)。
一条朝では人事に介入したり、一条天皇の当時唯一の后の定子が出家した後、息子一条天皇のために内裏に戻すなどしたため、藤原実資の日記『小右記』には「国母専朝事」と非難された。また、強引な人事を行う兄道隆より4歳年下の弟・道長を推した。一条天皇の后定子が出家後は中宮職を行う后がいないことなど、社会の秩序を守るため道長の娘の彰子の入内を推した。その母親である源倫子（道長の正妻）を従五位上から従三位に昇格させている。
政治的な活動以外としては、真如堂・慈徳寺を建立した。また失脚した源高明の末娘明子を引き取って道長に娶わせたといわれ、一条皇后定子が難産で崩御した際も、残された第二皇女媄子内親王を養育した。
長保3年閏12月、院別当の藤原行成の屋敷にて崩御し、宇治木幡の藤原一族の墓所のうち、宇治陵に葬られた。
なお、『大鏡』及び『栄花物語』には葬儀の際に道長が遺骨を抱持する場面が描かれているがこれは創作であり、史実において骨を抱持したのは詮子の甥の兼隆（道兼の子）である。その一方で、道長の日記『御堂関白記』によって道長が父祖の忌日として供養を行った事が確認できるのは、7月2日の父・兼家、1月21日の母・時姫の法要以外には12月22日の詮子の法要のみであり、また盂蘭盆会の前日に送る盆供の送り先として、法興院（兼家の菩提寺）・浄閑寺（時姫の菩提寺）・慈徳寺（詮子の菩提寺）が指示されていることから、道長が詮子の供養を両親と同じように行っていた事が知られる。

## 系譜
- 父：藤原兼家
- 母：藤原時姫 - 藤原中正の娘
- 夫：円融天皇
  - 子女：一条天皇

## 関連作品
- 『光る君へ』（2024年、NHK大河ドラマ、演：吉田羊）